# Ceinture dans les budō

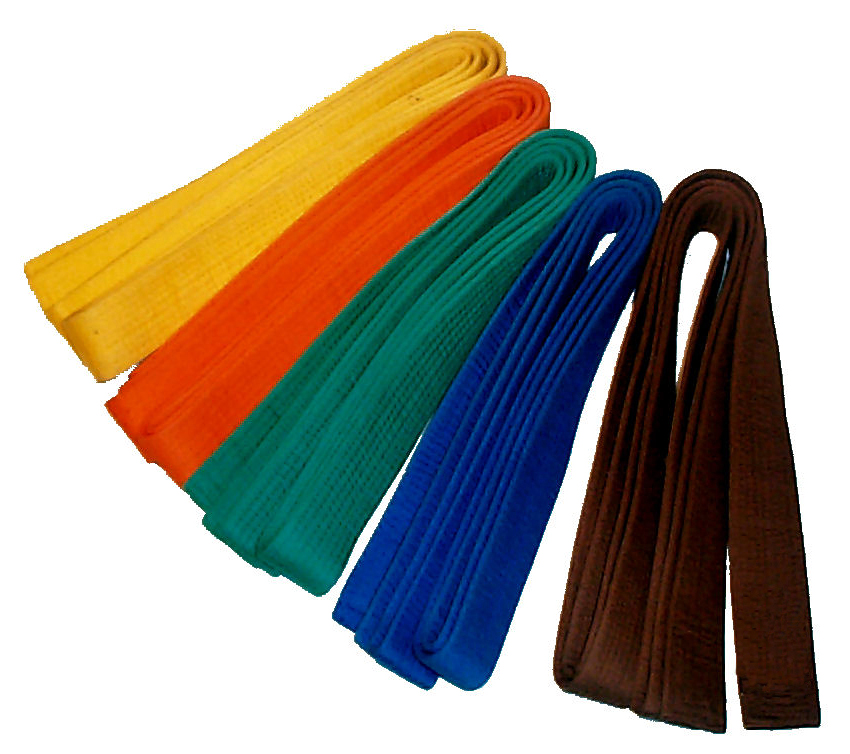
Diverses ceintures de budō.

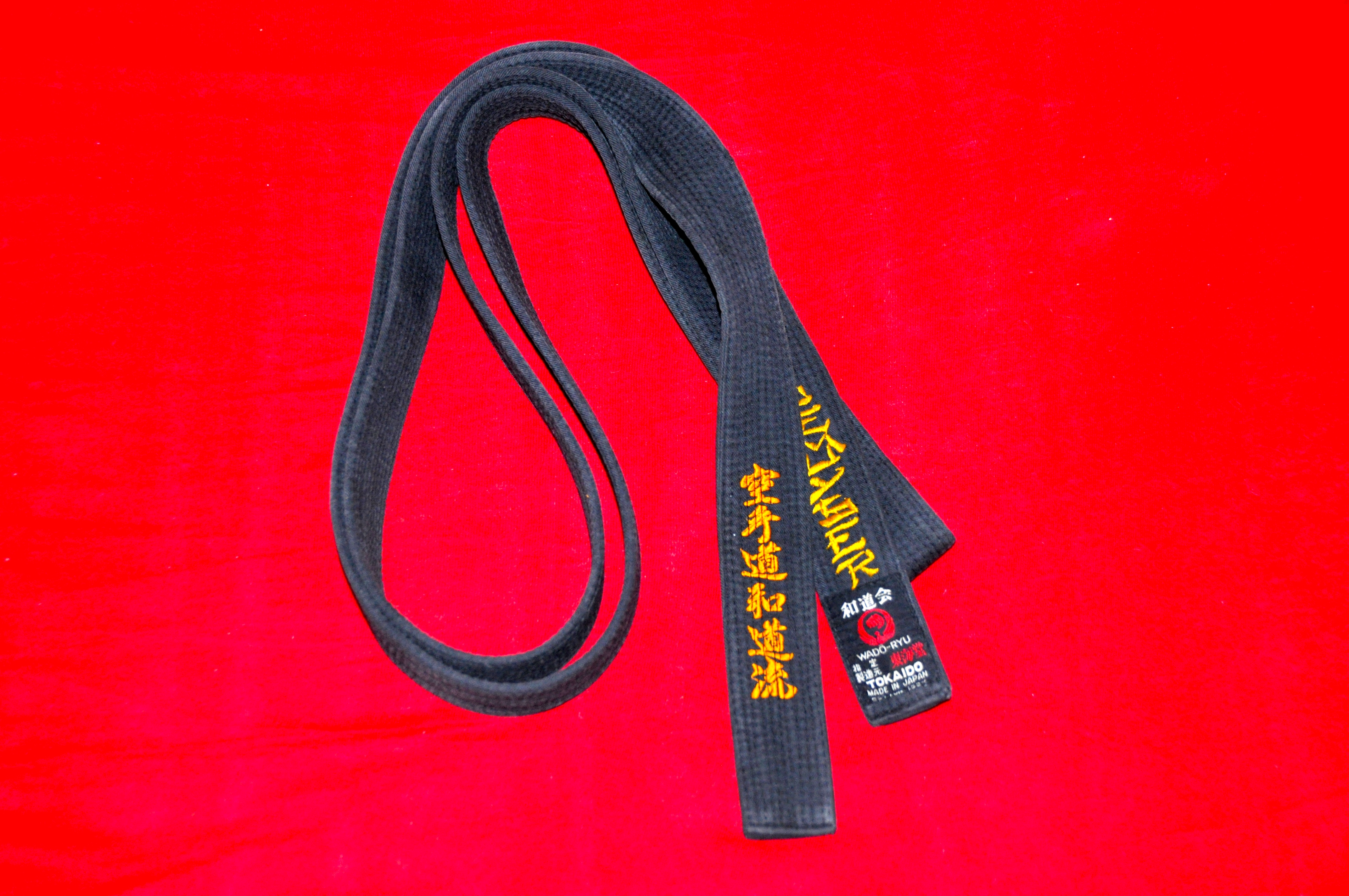
Ceinture noire, karaté wadō-ryū.

Dans les budō, la ceinture, ou obi, peut servir à marquer le grade atteint. C'est notamment le cas en judo et en karaté. Certains budō, comme le iaidō, le yoseikan budo ou souvent l'aïkido, refusent de marquer le grade par un signe extérieur, mais le recours à des ceintures de couleur est parfois utilisé afin d'aider à comprendre sa progression.
En aïkido, en particulier, le passage au 2e kyu (ceinture bleue) est souvent marqué par l'autorisation de porter le hakama. Il est la plupart du temps d'usage de porter une ceinture blanche sous le hakama jusqu'à obtention du grade de 1er dan. Certains préfèrent cependant continuer à marquer leur progression par le port des ceintures de couleur. Pour obtenir la ceinture verte (et les suivantes), il faut valider des points théoriques et pratiques sur l'arbitrage.

## Les ceintures

### Boxe Libre
En Boxe Libre la progression est la suivante :
GRADES ENFANTS – Dès 5 ans
- ceinture blanche
- ceinture blanche 1er degré - Grade Oiseau (être âgé de 5 à 8 ans)
- ceinture blanche 2ème degré - Grade Tigre (être âgé de 8 à 10 ans)
- ceinture blanche 3ème degré - Grade Dragon (être âgé de 10 à 12 ans)

GRADES INTERMÉDIAIRES – Dès 12 ans
- ceinture blanche
- ceinture verte (après 1 an de pratique)
- ceinture bleue (après 2 ans de pratique)
- ceinture Rouge (après 3 ans de pratique et avoir 16 ans minimum)

GRADES SUPERIEURS – Dès 18 ans
- ceinture Rouge/Noire (après 4 ans de pratique)
- ceinture Noire 1er degré (après 6 ans de pratique)
- ceinture Noire 2ème degré (dès 2 ans de détention de la ceinture noire 1er degré)
- ceinture Noire 3ème degré (dès 3 ans de détention de la ceinture noire 2ème degré)
- ceinture Noire 4ème degré (dès 4 ans de détention de la ceinture noire 3ème degré)
- ceinture Noire 5ème degré (dès 5 ans de détention de la ceinture noire 4ème degré)

### Judo et karaté
En judo et dans certaines fédérations de karaté (ainsi qu'en aïkido le cas échéant), la progression est la suivante :
- ceinture blanche : 6e kyu ;
- ceinture jaune : 5e kyu ;
- ceinture orange : 4e kyu ;
- ceinture verte : 3e kyu ;
- ceinture bleue : 2e kyu ;
- ceinture marron : 1er kyu ;
- ceinture noire : du 1er au 5e dan ;
- ceinture blanche et rouge : du 6e au 8e dan ;
- ceinture rouge : du 9e au 10e dan ;
- ceinture blanche large : choisie par certains maîtres après leur 10e dan, une manière de marquer l'accomplissement du cycle. La couleur blanche de la ceinture symbolise le fait que celui qui la détient est en perpétuel apprentissage.

Dans certains clubs de judo et de karaté, des ceintures intermédiaires aux kyu sont instituées, à titre pédagogique :
- blanche et jaune
- jaune et orange
- orange et verte
- verte et bleue
- bleue et marron ou entièrement violette
- noire et blanche (en préparation à la ceinture noire)

Certains sensei ajoutent à cela des barrettes (jusqu'à 3) pour les enfants; Elles sont cousues sur la ceinture.
Notez qu'en karaté, le système de grades et de ceintures peut énormément varier en fonction du style, de la fédération, du pays, etc. On trouve ainsi de nombreux systèmes utilisant un nombre variables de kyu (souvent 10), de couleurs et/ou de barrettes.

### Kajukenbo
En kajukenbo, la progression est la suivante :
- ceinture blanche
- ceinture jaune
- ceinture orange
- ceinture mauve
- ceinture bleue
- ceinture verte
- ceinture marron avec 3 barrettes
- ceinture marron avec 2 barrettes
- ceinture marron avec 1 barrette
- ceinture noire

### Chidokai
En chidokai (致道會), la progression de la couleur de la ceinture est la suivante :
- Blanche (débutant)
- Blanche, un trait vert à chaque bout de la ceinture (9e kyu).
- Blanche, un trait vert tout autour de la ceinture (8e kyu).
- Blanche et deux traits verts tout autour de la ceinture (7e kyu).
- Vert (6e kyu)
- Bleu (5e kyu)
- Violet (nouvelle ceinture depuis 2011, pour remplacer la 5e Kyu qui était Vert/bleu) (4e kyu).
- Marron (3e kyu)
- Marron et un trait noir tout autour de la ceinture (2e kyu).
- Marron et deux traits noirs tout autour de la ceinture (1er kyu).
- Candidat blanc
- Ceinture noire (1er au 8e dan)

### Goshindo & Goshin-Système
En Goshindo (護身道) et en Goshin-Système, la progression de la couleur de la ceinture est la suivante :
- Blanche (7e kyu)
- Jaune (6e kyu)
- Orange (5e kyu)
- Verte (4e kyu)
- Bleue (3e kyu)
- Violette (2e kyu).
- Marron (1er kyu)
- Ceinture noire (1er au 4e dan)
- Ceinture noire et rouge du 4e au 5e dan
- Ceinture blanche et rouge du 6e au 8e dan
- Ceinture rouge 9e dan

## Couleurs

### Ceinture blanche
La ceinture blanche désigne dans la plupart des arts martiaux le premier niveau, celui du débutant lors de sa montée sur le tapis.
Étant un symbole de pureté, elle est parfois utilisée par les pratiquants de très haut niveau, néanmoins, dans ce cas, elle est deux ou trois fois plus large que la ceinture blanche de débutant pour éviter la confusion.

### Ceinture marron

#### Judo
La ceinture marron correspond au grade de 1er kyu, appelé ikkyu. Le prétendant à la ceinture noire (1er dan) doit avoir une expérience d'un an minimum dans ce grade, et avoir 3 licences consécutives avant de pouvoir se présenter à l'examen technique. Durant ce laps de temps il travaille le nage-no kata (kata des formes de projection) qu'il effectuera devant un jury. Une fois la partie kata validée, il reste à valider le test d'efficacité en cumulant cent points en compétition (shiai) ou en en marquant au moins 44 en un seul shiai. Le grade peut également être obtenu de façon technique, en effectuant plusieurs UV devant un jury, à la place de la compétition. Ces démonstrations comportent également des randori.

#### Jujitsu
En France, le jujitsu est géré par la fédération française de judo et disciplines associées. Les ceintures de judo et de jujitsu sont donc les mêmes. Ainsi un ceinture noire de judo est aussi légalement ceinture noire de jujitsu (et inversement), même s'il n'a passé aucune épreuve de jujitsu et ne fait que du judo.
Pour le passage du premier dan au sein de la FFJDA, les spécialistes du jujitsu présentent le goshin-jitsu-no-kata, kata des formes de défense à la place du nage-no kata.

#### Karaté
Lorsqu'on obtient la dernière ceinture marron ou grade de 1er kyu, on doit pratiquer pendant encore minimum un an et parfois participer à un certain nombre de stages avant de passer l'examen de 1er dan ou ceinture noire. Cet examen se déroule devant le jury de la fédération et se compose généralement d'une démonstration de kihon (techniques individuelles répétées), de katas parmi une liste officielle spécifique au style ou école du pratiquant, de bunkai (ou application de katas) et de kumite (combat libre et/ou dirigé comme les ippon kumite).

### Ceinture noire
La ceinture noire est une représentation[pas clair]. C'est une ceinture de coton épaisse qui, en général indique que la personne a, au moins, le 1er dan (shodan) dans une discipline martiale, principalement japonaise (judo, karaté, aikido…). En Occident, cela signifie que l'apprenti est probablement passé par plusieurs couleurs de ceintures : blanche, jaune, etc.
Le kajukenbo fait exception, car le premier dan est distinct de la ceinture noire.

#### Judo
Les Japonais utilisent à l'origine deux types de ceintures : blanche et noire. Les Britanniques mettent en place dès la fin des années 1920 tout un assortiment de couleurs de ceintures selon le niveau des combattants. Dans les années 1930, l'école française de Mikinosuke Kawaishi reprend et adapte ce code couleurs, créant le concept de « dan », dix au maximum. Les Japonais critiquent cette forme d'affichage ostentatoire, voire exhibitionniste.[réf. nécessaire] C'est le premier signe majeur d'internationalisation du judo.
La mise en place d'un collège des ceintures noires est concomitante de la création de la première structure du judo en France. En effet, le premier règlement intérieur de la section judo-ju-jitsu de la fédération française de lutte en 1942, précise que le comité directeur est tenu en ce qui concerne « les questions de technique et d'esprit judo » de demander l'avis du « collège composé des ceintures noires les plus anciennes et chargé de veiller à la conservation de la tradition correcte du judo ». 
Les grades les plus élevés ont une ceinture non pas noire mais rouge ou rouge et blanche : voir les grades et ceintures au Judo pour plus de détails.
Grades supérieurs (dan)
| Grade                        | 1er dan      | 2e dan           | 3e dan           | 4e dan                       | 5e dan                       | 6e dan                       | 7e dan                       | 8e dan                                               | 9e dan                                               | 10e dan                | 12e dan          |
| Rang                         |              | Deshi (disciple) | Deshi (disciple) | Renshi (maîtrise extérieure) | Renshi (maîtrise extérieure) | Kyoshi (maîtrise intérieure) | Kyoshi (maîtrise intérieure) | Hanshi (maîtrises intérieure et extérieure unifiées) | Hanshi (maîtrises intérieure et extérieure unifiées) | Meijin (trésor vivant) | Pour Jigorō Kanō |
| Nom                          | 初段 Sho-dan | 二段 Ni-dan      | 三段 San-dan     | 四段 Yon-dan                 | 五段 Go-dan                  | 六段 Roku-dan                | 七段 Shichi-dan              | 八段 Hachi-dan                                       | 九段 Kyū-dan                                         | 十段 Jū-dan            | Shidan           |
| Couleur                      | Noire        | Noire            | Noire            | Noire                        | Noire                        | Blanche-rouge                | Blanche-rouge                | Blanche-rouge                                        | Rouge                                                | Rouge                  | Large blanche    |
| Représentation               |              |                  |                  |                              |                              |                              |                              |                                                      |                                                      |                        |                  |
| Âge minimum[réf. nécessaire] | 15 ans       | 17 ans           | 20 ans           | 24 ans                       | 29 ans                       | 35 ans                       | 42 ans                       | 50 ans                                               | 60 ans                                               | 73 ans                 |                  |

#### Dans d'autres domaines
En France, les pratiquants du krav-maga (discipline dépendant de la fédération française de karaté et disciplines associées) qui ont passé leur premier dan portent la ceinture noire, bien que ce ne soit pas une pratique des origines de la discipline (les pratiquants ne portent pas de kimono et n'ont donc pas besoin de ceinture pour fermer leur veste).

## En compétition
Lors des compétitions, afin de les distinguer, chacun des adversaires ajoute une ceinture de couleur supplémentaire, généralement rouge pour l'un et blanche ou bleu pour l'autre.
En jujitsu, les participants portent seulement une ceinture bleue ou rouge. D'autres arts martiaux reprennent ce principe pour leurs compétitions, comme le kobudo ; c'est aussi le cas pour les kumites de karaté.